# Longitarsus tristis
Longitarsus tristis är en skalbaggsart som beskrevs av Julius Weise 1888. Longitarsus tristis ingår i släktet Longitarsus, och familjen bladbaggar. Enligt den svenska rödlistan är arten sårbar i Sverige. Arten förekommer på Gotland. Artens livsmiljö är våtmarker, jordbrukslandskap.